# Marvel Studios Animation
Marvel Studios Animation (conosciuta anche come Marvel Animation) è una divisione della società di produzione americana Marvel Studios incentrata sullo sviluppo dei suoi progetti animati basati sui fumetti della Marvel Comics. La divisione è stata creata dai Marvel Studios e produce principalmente progetti ambientati all'interno del Marvel Cinematic Universe, e supervisiona anche lo sviluppo di progetti animati non MCU.

## Serie animate
Distribuite
| Titolo                                       | Data di uscita | Nr. di stagioni | Piattaforma di distribuzione | Note                                                                          |
| -------------------------------------------- | -------------- | --------------- | ---------------------------- | ----------------------------------------------------------------------------- |
| What If...?                                  | 2021-2024      | 3               | Disney+                      | Parte del Marvel Cinematic Universe                                           |
| Spidey e i suoi fantastici amici             | 2022- in corso | 3               | Disney Jr.                   | Rinnovata per una quarta stagione                                             |
| I Am Groot                                   | 2022-2023      | 2               | Disney+                      | Parte del Marvel Cinematic Universe                                           |
| X-Men '97                                    | 2024- in corso | 1               | Disney+                      | Revival di Insuperabili X-Men; rinnovata per una seconda e una terza stagione |
| Il vostro amichevole Spider-Man di quartiere | 2025- in corso | 1               | Disney+                      | Parte del Marvel Cinematic Universe; rinnovata per una seconda stagione       |

In sviluppo
| Titolo          | Data di uscita | Piattaforma di distribuzione | Note                                                          |
| --------------- | -------------- | ---------------------------- | ------------------------------------------------------------- |
| Eyes of Wakanda | 2025           | Disney+                      | Parte del Marvel Cinematic Universe                           |
| Marvel Zombies  | -              | Disney+                      | Parte del Marvel Cinematic Universe e spin-off di What If...? |